# Добсон, Джессика
Джессика Добсон (англ. Jessica Dobson; род. в 1984 или 1985) — американская певица и мультиинструменталист. Выступала и сотрудничала с такими группами и исполнителями как, Бек, Конор Обест, Spoon и Yeah Yeah Yeahs. Также делала сольную карьеру. В настоящее время играет в составе группы The Shins, параллельно выступая при этом со своим сольным проектом Deep Sea Diver.

## Карьера
Родилась в Лос-Анджелесе, в штате Калифорния. В возрасте 19 лет Добсон подписала контракт с лейблом Atlantic Records. На том лейбле она записала два сольных альбома, но не была удовлетворена ни одной из этих записей, и в итоге Atlantic отложил релиз этих альбомов.

### Deep Sea Diver
После ухода из Atlantic, Добсон записала мини-альбом New Caves под псевдонимом Deep Sea Diver. Позже она сформировала одноимённую группу, которая помимо неё самой на гитаре включала в себя бас-гитариста Джона Реймса и барабанщика Питера Мэнсена. В феврале 2012 года группа самостоятельно выпустила свой дебютный полноформатный альбом History Speaks.

### The Shins
В августе 2011 года было объявлено о том, что Добсон будет выступать с американской инди-рок-группой The Shins. В составе коллектива Добсон гастролировала в течение всего октября и стала официальным участником группы только в феврале 2012 года.

## Личная жизнь
Замужем за Питером Менсеном, который является барабанщиком Deep Sea Diver. Они познакомились, когда он ещё работал баристой в сиэтловском кафе Lighthouse Roasters. Является христианкой; в частности в её музыке присутствует духовная тематика.

## Дискография

### СDeep Sea Diver
- New Caves EP (2009)[12]
- History Speaks (2012)[9]
- Always Waiting EP (2014)
- Secrets (2016)